# 東武金崎駅
東武金崎駅（とうぶかなさきえき）は、栃木県栃木市西方町金崎にある、東武鉄道日光線の駅である。駅番号はTN 15。

## 歴史
- 1929年（昭和4年）4月1日 - 杉戸駅（現・東武動物公園駅）から新鹿沼駅まで開通と同時に開業[1]。
- 2006年（平成18年） - ホーム有効長を4両編成対応から6両編成対応に延伸。
- 2012年（平成24年）3月17日 - TN 15の駅ナンバリングを導入。

## 駅構造

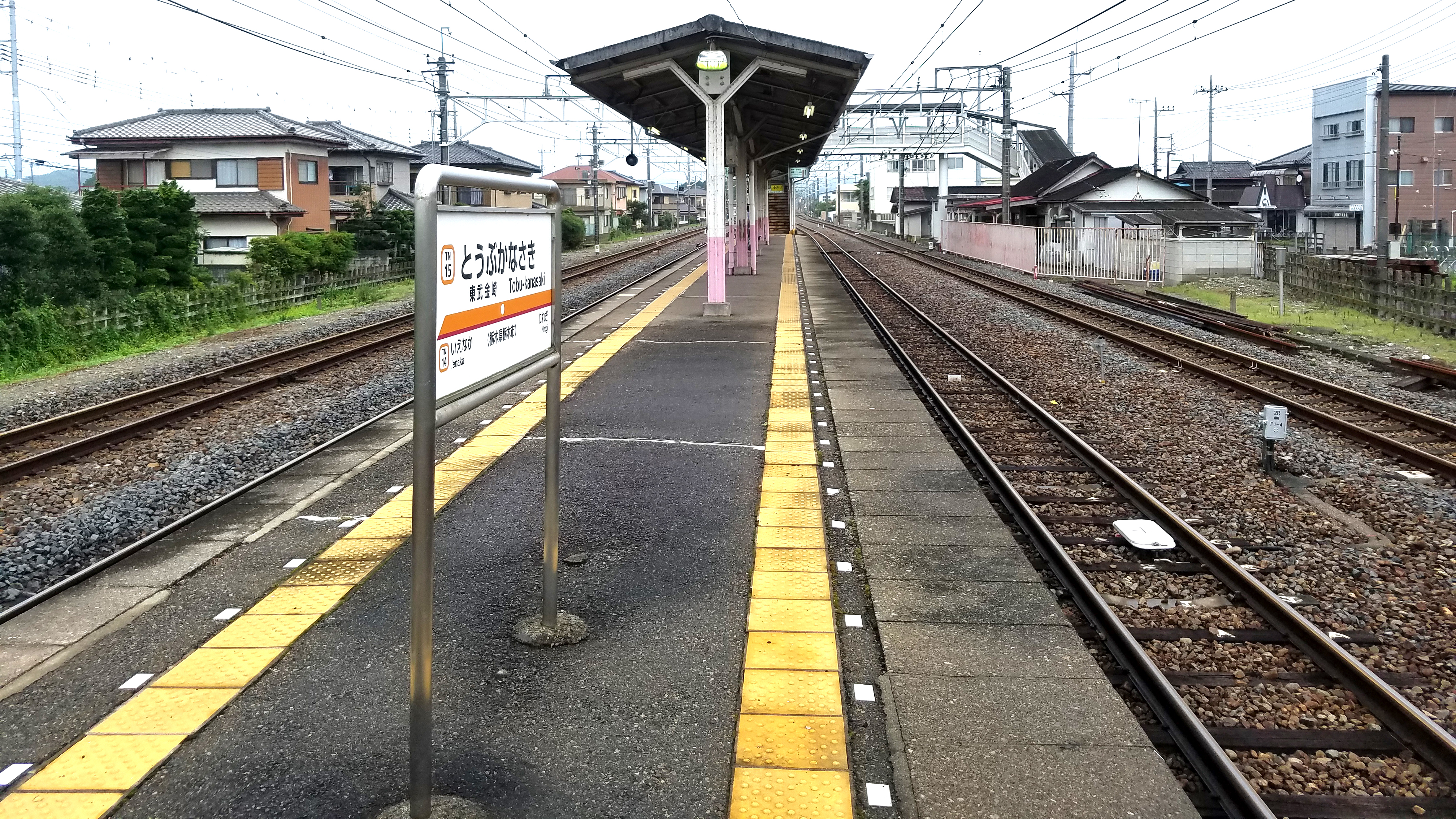
ホーム（2021年8月）

島式ホーム1面2線と、その外側に通過線2線を有する地上駅。木造駅舎を有する。駅員配置駅で駅舎は線路の東側にあり、ホームとは跨線橋により連絡している。簡易PASMO改札機設置駅。

### のりば
| 番線 | 路線   | 方向 | 行先                                                                                   |
| ---- | ------ | ---- | -------------------------------------------------------------------------------------- |
| 1    | 日光線 | 上り | 新栃木・東武動物公園・ 東武スカイツリーライン 北千住・とうきょうスカイツリー・浅草方面 |
| 2    | 日光線 | 下り | 下今市・東武日光・ 鬼怒川線 鬼怒川温泉方面                                             |

- 上記の路線名は旅客案内上の名称（「東武スカイツリーライン」は愛称）で表記している。

## 利用状況
2024年度の1日平均乗降人員は411人である。
近年の1日平均乗降人員の推移は下表の通り。
| 年度               | 1日平均 乗降人員 | 出典       |
| ------------------ | ---------------- | ---------- |
| 2000年（平成12年） | 844              |            |
| 2001年（平成13年） | 815              |            |
| 2002年（平成14年） | 767              |            |
| 2003年（平成15年） | 723              |            |
| 2004年（平成16年） | 687              |            |
| 2005年（平成17年） | 671              |            |
| 2006年（平成18年） | 628              |            |
| 2007年（平成19年） | 667              |            |
| 2008年（平成20年） | 670              |            |
| 2009年（平成21年） | 624              |            |
| 2010年（平成22年） | 595              |            |
| 2011年（平成23年） | 600              |            |
| 2012年（平成24年） | 584              |            |
| 2013年（平成25年） | 570              |            |
| 2014年（平成26年） | 571              |            |
| 2015年（平成27年） | 555              |            |
| 2016年（平成28年） | 554              |            |
| 2017年（平成29年） | 534              |            |
| 2018年（平成30年） | 543              |            |
| 2019年（令和元年） | 545              |            |
| 2020年（令和02年） | 420              | [ 東武 3 ] |
| 2021年（令和03年） | 417              | [ 東武 4 ] |
| 2022年（令和04年） | 397              | [ 東武 5 ] |
| 2023年（令和05年） | 437              | [ 東武 6 ] |
| 2024年（令和06年） | 411              | [ 東武 1 ] |

## 駅周辺

### 駅東側
- 金崎郵便局
- 足利銀行楡木支店西方出張所
- 鹿沼相互信用金庫金崎支店
- 思川
- 栃木県道131号金崎停車場線

### 駅西側
- 栃木市役所西方総合支所
- 厚生会西方病院
- JAかみつが西方支店
- 国道293号
- 道の駅にしかた - 2009年11月22日開業。

## バス路線
東口に設置されている「東武金崎駅前」停留所にて、ふれあいバス（ふれあいバス）の路線が発着する。
- 真名子線：真名子介護保険事業所・赤津郵便局前・とちぎメディカルセンターしもつが[3]
- 金崎線：家中駅・合戦場郵便局・とちぎメディカルセンターしもつが[4]

他にも鹿沼市民バス（リーバス、2005年12月末日まで粟野町営バス）東武金崎駅線が運行されていたが、2011年（平成23年）にデマンドバスとなった。デマンドバスを東武金崎駅から利用したい場合は、利用したい便の出発時刻の30分前までの予約が必要となる。

## 隣の駅
東武鉄道
 日光線
■急行
通過
■普通
家中駅 (TN 14) - 東武金崎駅 (TN 15) - 楡木駅 (TN 16)